# Anlaut
Anlaut is in de fonologie de algemene benaming voor de beginklank van een woord of lettergreep. Dit kan zowel een klinker als een medeklinker zijn. Op het niveau van lettergrepen kan een anlaut worden gevolgd door een inlaut of onmiddellijk door de eindklank. Dit laatste is het geval bij zeer korte woorden die maar uit twee klanken bestaan, zoals bij en ik.
Het begrip anlaut dient te worden onderscheiden van aanzet, wat specifiek betrekking heeft op een of meer medeklinkers aan het begin van een lettergreep. Wanneer de lettergreep niet aan het begin van het woord staat wordt de aanzet een inlaut genoemd, zoals de m in kra-men.